# Hank Williams, Jr./Diskografie
Diese Diskografie ist eine Übersicht über die musikalischen Werke des US-amerikanischen Country-Musikers Hank Williams, Jr.. Bis heute platzierten sich 103 Lieder des Sängers in den US-Country-Charts, davon zehn auf Rang 1. Den Schallplattenauszeichnungen zufolge hat er bisher mehr als 35,2 Millionen Tonträger verkauft, davon alleine in seiner Heimat über 35,1 Millionen. Seine erfolgreichste Veröffentlichung ist das Album Hank Williams, Jr.’s Greatest Hits, Volume I mit über fünf Millionen verkauften Einheiten.

## Alben

### Studioalben
| Jahr | Titel Musiklabel Katalog-Nr.                                     | Höchstplatzierung, Gesamtwochen, AuszeichnungChartplatzierungen (Jahr, Titel, Musiklabel Katalog-Nr., Platzierungen, Wochen, Auszeichnungen, Anmerkungen) | Höchstplatzierung, Gesamtwochen, AuszeichnungChartplatzierungen (Jahr, Titel, Musiklabel Katalog-Nr., Platzierungen, Wochen, Auszeichnungen, Anmerkungen) | Höchstplatzierung, Gesamtwochen, AuszeichnungChartplatzierungen (Jahr, Titel, Musiklabel Katalog-Nr., Platzierungen, Wochen, Auszeichnungen, Anmerkungen) | Anmerkungen |
| Jahr | Titel Musiklabel Katalog-Nr.                                     | CH | US | Country | Anmerkungen |
| ---- | ---------------------------------------------------------------- | --- | --- | --- | --- |
| 1964 | Sings the Songs of Hank Williams MGM 4213                        | — | — | Country12 (7 Wo.)Country | Erstveröffentlichung: April 1964 |
| 1965 | Your Cheatin’ Heart MGM 4260                                     | — | US16 Gold · (37 Wo.)US | Country5 (16 Wo.)Country | Erstveröffentlichung: Februar 1965 Soundtrack des Films Hank Williams’ Life Story Produzenten: Jesse Kaye, Jim Vienneau                                     |
| 1965 | Father & Son MGM 4276                                            | — | US139 (3 Wo.)US | Country8 (14 Wo.)Country | Erstveröffentlichung: Juni 1965 mit Hank Williams, Sr. |
| 1966 | Country Shadows MGM 4391                                         | — | — | Country33 (4 Wo.)Country | Erstveröffentlichung: Oktober 1966 Produzent: Jim Vienneau                                                                                                  |
| 1967 | Again MGM 4378                                                   | — | — | Country38 (2 Wo.)Country | Erstveröffentlichung: Februar 1967 mit Hank Williams, Sr. Produzent: Jim Vienneau                                                                           |
| 1967 | My Own Way MGM 4428                                              | — | — | Country42 (6 Wo.)Country | Erstveröffentlichung: Juni 1967 Produzenten: Jack Clement, Jim Vienneau                                                                                     |
| 1968 | A Time to Sing MGM 4540                                          | — | US189 (3 Wo.)US | Country12 (24 Wo.)Country | Erstveröffentlichung: September 1968 mit Shelley Fabares und Ed Begley Vom Soundtrack des gleichnamigen Films (Metro-Goldwyn-Mayer), Produzent: Sam Katzman |
| 1969 | Luke the Drifter, Jr. MGM 4559                                   | — | — | Country20 (6 Wo.)Country | Erstveröffentlichung: Januar 1969 als Luke the Drifter, Jr. Produzent: Jim Vienneau                                                                         |
| 1969 | Songs My Father Left Me MGM 4621                                 | — | US164 (4 Wo.)US | Country1 (24 Wo.)Country | Erstveröffentlichung: März 1969 Produzent: Jim Vienneau |
| 1970 | Singing My Songs (Johnny Cash) MGM 4675                          | — | — | Country32 (9 Wo.)Country | Erstveröffentlichung: Juli 1970 |
| 1970 | Removing the Shadow MGM 4721                                     | — | — | Country21 (7 Wo.)Country | Erstveröffentlichung: Oktober 1970 mit Lois Johnson Produzent: Jim Vienneau                                                                                 |
| 1970 | All for the Love of Sunshine MGM 4750                            | — | — | Country10 (14 Wo.)Country | Erstveröffentlichung: Dezember 1970 mit The Mike Curb Congregation Produzenten: Jim Vienneau, Mike Curb                                                     |
| 1971 | I’ve Got a Right to Cry / They All Used to Belong to Me MGM 4774 | — | — | Country23 (10 Wo.)Country | Erstveröffentlichung: August 1971 Produzent: Jim Vienneau                                                                                                   |
| 1972 | Eleven Roses MGM 4843                                            | — | — | Country6 (16 Wo.)Country | Erstveröffentlichung: Juli 1972 Produzent: Jim Vienneau |
| 1972 | Send Me Some Lovin’ and Whole Lotta Loving MGM 4857              | — | — | Country35 (4 Wo.)Country | Erstveröffentlichung: Oktober 1972 mit Lois Johnson |
| 1973 | After You / Pride’s Not Hard to Swallow MGM 4862                 | — | — | Country20 (9 Wo.)Country | Erstveröffentlichung: April 1973 Produzent: Jim Vienneau |
| 1973 | The Last Love Song MGM 4936                                      | — | — | Country17 (11 Wo.)Country | Erstveröffentlichung: April 1973 Produzent: Jim Vienneau |
| 1974 | Living Proof MGM 4971                                            | — | — | Country31 (14 Wo.)Country | Erstveröffentlichung: Oktober 1974 Produzent: Jim Vienneau                                                                                                  |
| 1975 | Bocephus MGM 4988                                                | — | — | Country41 (4 Wo.)Country | Erstveröffentlichung: Mai 1975 Produzent: Dick Glasser |
| 1976 | Hank Williams, Jr. and Friends MGM 5009                          | — | — | Country17 (12 Wo.)Country | Erstveröffentlichung: Januar 1976 Produzent: Dick Glasser                                                                                                   |
| 1977 | One Night Stands Warner/Curb 2988                                | — | — | Country33 (24 Wo.)Country | Erstveröffentlichung: April 1977 Aufnahme: Wishbone Recording Studio in Muscle Shoals, Alabama Produzent: Hank Williams, Jr.                                |
| 1979 | Family Tradition Elektra/Curb 194                                | — | US— GoldUS | Country3 (141 Wo.)Country | Erstveröffentlichung: Juni 1979 Produzenten: Jimmy Bowen, Phil Gernhard, Ray Ruff                                                                           |
| 1979 | Whiskey Bent and Hell Bound Elektra/Curb 237                     | — | US— PlatinUS | Country5 (141 Wo.)Country | Erstveröffentlichung: 1. Oktober 1979 Produzent: Jimmy Bowen                                                                                                |
| 1980 | Habits Old and New Elektra/Curb 278                              | — | US154 Gold · (17 Wo.)US | Country4 (87 Wo.)Country | Erstveröffentlichung: 30. Mai 1980 Aufnahme: Sound Stage Studios in Nashville, Tennessee Produzent: Jimmy Bowen                                             |
| 1981 | Rowdy Elektra/Curb 330                                           | — | US82 Gold · (15 Wo.)US | Country2 (68 Wo.)Country | Erstveröffentlichung: Januar 1981 Produzent: Jimmy Bowen |
| 1981 | The Pressure Is On Elektra/Curb 535                              | — | US76 Platin · (23 Wo.)US | Country5 (78 Wo.)Country | Erstveröffentlichung: August 1981 Aufnahme: Sound Stage Studios in Nashville, Tennessee Produzent: Jimmy Bowen                                              |
| 1981 | The New South Elektra/Curb 539                                   | — | — | Country36 (22 Wo.)Country | Wiederveröffentlichung: Oktober 1981 bereits 1977 erschienen Produzenten: Richie Albright, Waylon Jennings                                                  |
| 1982 | High Notes Elektra/Curb 60100                                    | — | US123 Gold · (20 Wo.)US | Country3 (48 Wo.)Country | Erstveröffentlichung: 2. April 1982 Produzent: Jimmy Bowen                                                                                                  |
| 1983 | Strong Stuff Elektra/Curb 60223                                  | — | US64 Gold · (16 Wo.)US | Country7 (37 Wo.)Country | Erstveröffentlichung: 21. Januar 1983 Produzenten: Jimmy Bowen, Hank Williams, Jr.                                                                          |
| 1983 | Man of Steel Warner/Curb 23924                                   | — | US116 Gold · (13 Wo.)US | Country3 (68 Wo.)Country | Erstveröffentlichung: 26. September 1983 Produzenten: Jimmy Bowen, Hank Williams, Jr.                                                                       |
| 1984 | Major Moves Warner/Curb 25088                                    | — | US100 Platin · (19 Wo.)US | Country1 (60 Wo.)Country | Erstveröffentlichung: 14. Mai 1984 Produzenten: Hank Williams, Jr., Jimmy Bowen                                                                             |
| 1985 | Five–O Warner/Curb 25267                                         | — | US72 Gold · (22 Wo.)US | Country1 (73 Wo.)Country | Erstveröffentlichung: Mai 1985 Produzenten: Hank Williams, Jr., Jimmy Bowen                                                                                 |
| 1986 | Montana Cafe Warner/Curb 25412                                   | — | US93 Gold · (18 Wo.)US | Country1 (55 Wo.)Country | Erstveröffentlichung: 23. Juni 1986 Produzenten: Barry Beckett, Hank Williams Jr., Jim Ed Norman                                                            |
| 1987 | Born to Boogie Warner/Curb 25593                                 | — | US28 Platin · (47 Wo.)US | Country1 (96 Wo.)Country | Erstveröffentlichung: 7. Juli 1987 CMA Awards (Album des Jahres) Produzenten: Barry Beckett, Hank Williams, Jr., Jim Ed Norman                              |
| 1988 | Wild Streak Warner/Curb 25834                                    | — | US55 Gold · (19 Wo.)US | Country1 (50 Wo.)Country | Erstveröffentlichung: 21. Juni 1988 Produzenten: Barry Beckett, Hank Williams, Jr., Jim Ed Norman                                                           |
| 1990 | Lone Wolf Warner/Curb 26090                                      | — | US71 Gold · (18 Wo.)US | Country2 (59 Wo.)Country | Erstveröffentlichung: 30. Januar 1990 Produzenten: Barry Beckett, Hank Williams, Jr., Jim Ed Norman                                                         |
| 1991 | Pure Hank Warner/Curb 26536                                      | — | US50 Gold · (19 Wo.)US | Country8 (40 Wo.)Country | Erstveröffentlichung: 16. April 1991 Produzenten: Barry Beckett, Hank Williams, Jr., Jim Ed Norman                                                          |
| 1992 | Maverick Curb/Capricorn 26806                                    | — | US55 Gold · (20 Wo.)US | Country7 (29 Wo.)Country | Erstveröffentlichung: 18. Februar 1992 Produzenten: Barry Beckett, Hank Williams Jr., James Stroud                                                          |
| 1993 | Out of Left Field Curb/Capricorn 45225                           | — | US121 (4 Wo.)US | Country25 (11 Wo.)Country | Erstveröffentlichung: März 1993 Produzenten: Barry Beckett, Hank Williams Jr., James Stroud                                                                 |
| 1995 | Hog Wild Curb 77690                                              | — | US91 (14 Wo.)US | Country14 (26 Wo.)Country | Erstveröffentlichung: Januar 1995 Produzenten: Chuck Howard, Hank Williams Jr.                                                                              |
| 1996 | A. K. A. Wham Bam Sam Curb 77833                                 | — | — | Country40 (9 Wo.)Country | Erstveröffentlichung: April 1996 Produzent: Chuck Howard |
| 1996 | Three Hanks: Men with Broken Hearts Curb 77868                   | — | US167 (1 Wo.)US | Country29 (20 Wo.)Country | Erstveröffentlichung: 1996 mit Hank Williams, Sr. und Hank Williams III Produzent: Chuck Howard                                                             |
| 1999 | Stormy Curb 77953                                                | — | US162 (1 Wo.)US | Country21 (10 Wo.)Country | Erstveröffentlichung: August 1999 Produzenten: Chuck Howard, Hank Williams Jr.                                                                              |
| 2002 | Almeria Club Curb 78725                                          | — | US112 (5 Wo.)US | Country9 (32 Wo.)Country | Erstveröffentlichung: Januar 2002 Produzent: Chuck Howard                                                                                                   |
| 2003 | I’m One of You Curb 78830                                        | — | US166 (1 Wo.)US | Country24 (19 Wo.)Country | Erstveröffentlichung: November 2003 Produzenten: Doug Johnson, Hank Williams Jr.                                                                            |
| 2009 | 127 Rose Avenue Curb 79149                                       | — | US19 (6 Wo.)US | Country7 (27 Wo.)Country | Erstveröffentlichung: Juni 2009 Produzenten: Doug Johnson, Hank Williams Jr.                                                                                |
| 2012 | Old School, New Rules Bocephus 531 268                           | — | US12 (7 Wo.)US | Country4 (27 Wo.)Country | Erstveröffentlichung: 10. Juli 2012 Produzent: Chris Farren                                                                                                 |
| 2016 | It’s About Time Nash Icon                                        | — | US15 (5 Wo.)US | Country2 (21 Wo.)Country | Erstveröffentlichung: 15. Januar 2016 Produzent: Julian Raymond                                                                                             |
| 2022 | Rich White Honky Blues Concord                                   | CH93 (1 Wo.)CH | US183 (1 Wo.)US | Country22 (1 Wo.)Country | Erstveröffentlichung: 17. Juni 2022 |

grau schraffiert: keine Chartdaten aus diesem Jahr verfügbar
Weitere Studioalben
- 1964: Sing Great Country Favorites (mit Connie Francis)
- 1965: Ballads of the Hills and Plains
- 1966: Blues My Name
- 1967: My Songs
- 1968: Luke the Drifter, Jr. (als Luke the Drifter, Jr.)
- 1969: Luke the Drifter, Jr. Vol. 2 (als Luke the Drifter, Jr.)
- 1969: Sunday Morning
- 1970: Luke the Drifter, Jr. (als Luke the Drifter, Jr.)
- 1971: Sweet Dreams (mit The Mike Curb Congregation)
- 1973: Just Pickin’ … No Singin’ (mit The Cheatin’ Hearts)
- 1977: The New South
- 1984: Are You Sure Hank Done It This Way
- 1987: I’m Walkin’ (2 LPs)
- 1988: The Weekly Country Music Countdown Hosted by Chris Charles (Diverse Interpreten feat. Hank Williams, Jr.)

### Livealben
| Jahr | Titel Musiklabel Katalog-Nr.        | Höchstplatzierung, Gesamtwochen, AuszeichnungChartplatzierungen (Jahr, Titel, Musiklabel Katalog-Nr., Platzierungen, Wochen, Auszeichnungen, Anmerkungen) | Höchstplatzierung, Gesamtwochen, AuszeichnungChartplatzierungen (Jahr, Titel, Musiklabel Katalog-Nr., Platzierungen, Wochen, Auszeichnungen, Anmerkungen) | Anmerkungen                                                                                        |
| Jahr | Titel Musiklabel Katalog-Nr.        | US | Country | Anmerkungen                                                                                        |
| ---- | ----------------------------------- | --- | --- | -------------------------------------------------------------------------------------------------- |
| 1969 | Live at Cobo Hall, Detroit MGM 4644 | US187 (2 Wo.)US | Country3 (29 Wo.)Country | Erstveröffentlichung: September 1969 Aufnahme: Cobo Hall, Detroit Produzent: Jim Vienneau          |
| 1987 | Hank Live Warner/Curb 25538         | US71 Platin · (24 Wo.)US | Country1 (107 Wo.)Country | Erstveröffentlichung: 19. Januar 1987 Produzenten: Barry Beckett, Hank Williams Jr., Jim Ed Norman |

### Kompilationen
| Jahr | Titel Musiklabel Katalog-Nr.                                        | Höchstplatzierung, Gesamtwochen, AuszeichnungChartplatzierungen (Jahr, Titel, Musiklabel Katalog-Nr., Platzierungen, Wochen, Auszeichnungen, Anmerkungen) | Höchstplatzierung, Gesamtwochen, AuszeichnungChartplatzierungen (Jahr, Titel, Musiklabel Katalog-Nr., Platzierungen, Wochen, Auszeichnungen, Anmerkungen) | Anmerkungen |
| Jahr | Titel Musiklabel Katalog-Nr.                                        | US | Country | Anmerkungen |
| ---- | ------------------------------------------------------------------- | --- | --- | --- |
| 1967 | The Best of Hank Williams, Jr. MGM 4513                             | — | Country33 (5 Wo.)Country | Erstveröffentlichung: Dezember 1967                                                                               |
| 1970 | Greatest Hits MGM 4656                                              | — | Country7 (27 Wo.)Country | Erstveröffentlichung: März 1970 Produzent: Jim Vienneau, Arrangeur: Bill McElhiney                                |
| 1972 | Greatest Hits Vol. II MGM 4822                                      | — | Country15 (25 Wo.)Country | Erstveröffentlichung: Mai 1972 Produzenten: Jim Vienneau, Mike Curb                                               |
| 1973 | The Legend of Hank Williams in Song and Story MGM 4865 (2)          | — | Country17 (11 Wo.)Country | Erstveröffentlichung: März 1973 mit Hank Williams, Sr. Doppelalbum                                                |
| 1974 | Insights into Hank Williams in Song and Story MGM 4975 (2)          | — | Country37 (12 Wo.)Country | Erstveröffentlichung: Dezember 1974 mit Hank Williams, Sr. Doppelalbum                                            |
| 1976 | Fourteen Greatest Hits MGM 5020                                     | — | Country29 (8 Wo.)Country | Erstveröffentlichung: August 1976                                                                                 |
| 1982 | Hank Williams, Jr.’s Greatest Hits, Volume I Elektra/Curb 60193     | US107 ×5Fünffachplatin · (70 Wo.)US | Country13 (342 Wo.)Country | Erstveröffentlichung: 17. September 1982 Produzent: Jimmy Bowen                                                   |
| 1985 | Greatest Hits, Volume II Warner/Curb 25328                          | US183 Platin · (8 Wo.)US | Country1 (136 Wo.)Country | Erstveröffentlichung: 14. Oktober 1985                                                                            |
| 1989 | Greatest Hits, Volume III Warner/Curb 25834                         | US56 Platin · (49 Wo.)US | Country1 (110 Wo.)Country | Erstveröffentlichung: 7. Februar 1989 Produzenten: Barry Beckett, Hank Williams Jr., Jim Ed Norman, Jimmy Bowen   |
| 1990 | America (The Way I See It) Warner/Curb 26435                        | US116 Gold · (14 Wo.)US | Country11 (50 Wo.)Country | Erstveröffentlichung: 22. Oktober 1990 Produzenten: Barry Beckett, Hank Williams, Jr., Jim Ed Norman, Jimmy Bowen |
| 1992 | The Best of Hank & Hank Curb 77552                                  | US179 (1 Wo.)US | Country44 (41 Wo.)Country | Erstveröffentlichung: April 1992 mit Hank Williams, Sr.                                                           |
| 1994 | Greatest Hits, Vol. 1 Curb 77638                                    | US101 (43 Wo.)US | Country55 (31 Wo.)Country | Erstveröffentlichung: Januar 1994                                                                                 |
| 2006 | That’s How They Do It in Dixie: The Essential Collection Curb 78881 | US16 Gold · (44 Wo.)US | Country3 (79 Wo.)Country | Erstveröffentlichung: 26. Juni 2006                                                                               |
| 2008 | Collector’s Edition Tin Curb                                        | — | Country55 (10 Wo.)Country | Erstveröffentlichung: 6. Mai 2008 Box mit 3 CDs                                                                   |
| 2012 | Best Of: All My Rowdy Friends Curb                                  | US153 (1 Wo.)US | Country23 (23 Wo.)Country | Erstveröffentlichung: 27. März 2012                                                                               |
| 2015 | 35 Biggest Hits Curb 79419                                          | US121 (22 Wo.)US | Country16 (… Wo.)Country | Erstveröffentlichung: 16. Juni 2015 Doppelalbum                                                                   |

Weitere Kompilationen
- 1985: The Very Best Of
- 1990: The Fastest Guitar Alive & Your Cheatin’ Heart (Splitalbum mit Roy Orbison)
- 1991: Hank 22
- 1992: The Bocephus Box: The Hank Williams Jr. Collection 1979–1992 (Box mit 3CDs)
- 1994: Back to Back – Their Greatest Hits (mit Hank Williams, Sr.)
- 1995: Best of the Early Years
- 1998: The Early Years, Part One
- 1998: The Early Years, Part Two

## Singles
| Jahr | Titel Album                                                                                     | Höchstplatzierung, Gesamtwochen, AuszeichnungChartplatzierungen (Jahr, Titel, Album, Platzierungen, Wochen, Auszeichnungen, Anmerkungen) | Höchstplatzierung, Gesamtwochen, AuszeichnungChartplatzierungen (Jahr, Titel, Album, Platzierungen, Wochen, Auszeichnungen, Anmerkungen) | Anmerkungen |
| Jahr | Titel Album                                                                                     | US | Country | Anmerkungen |
| --- | ----------------------------------------------------------------------------------------------- | --- | --- | --- |
| 1964 | Long Gone Lonesome Blues Your Cheatin’ Heart                                                    | US67 (9 Wo.)US | Country5 (19 Wo.)Country | Erstveröffentlichung: Januar 1964 Autor und Original: Hank Williams Sr., 1950 |
| 1964 | Guess What, That’s Right, She’s Gone Country Shadows                                            | — | Country42 (6 Wo.)Country | Erstveröffentlichung: Juni 1964 Autoren: Ben Raleigh, Bob Halley, Glenn Sutton, Merle Kilgore                                                                                     |
| 1964 | Endless Sleep Country Shadows                                                                   | US90 (4 Wo.)US | Country46 (5 Wo.)Country | Erstveröffentlichung: Oktober 1964 Autoren: Dolores Nance, Jody Reynolds Original: Jody Reynolds, 1958                                                                            |
| 1966 | Standing in the Shadows Country Shadows                                                         | — | Country5 (19 Wo.)Country | Erstveröffentlichung: Mai 1966 Autor: Hank Williams Jr. |
| 1966 | I Can’t Take It No Longer My Own Way                                                            | — | Country43 (13 Wo.)Country | Erstveröffentlichung: Dezember 1966 Autor: Mack Vickery |
| 1967 | I’m in No Condition My Own Way                                                                  | — | Country60 (4 Wo.)Country | Erstveröffentlichung: April 1967 Autor: Dolly Parton |
| 1967 | Nobody’s Child My Own Way                                                                       | — | Country46 (8 Wo.)Country | Erstveröffentlichung: August 1967 Autoren: Cy Coben, Mel Foree Original: Hank Snow and His Rainbow Ranch Boys, 1949                                                               |
| 1967 | I Wouldn’t Change a Thing About You (But Your Name) My Songs                                    | — | Country31 (11 Wo.)Country | Erstveröffentlichung: Dezember 1967 Autor: Hank Williams Jr. |
| 1968 | The Old Ryman –                                                                                 | — | Country51 (6 Wo.)Country | Erstveröffentlichung: April 1968 Autoren: Hank Williams, Jr., Eddie Sovine, Buddy Lee                                                                                             |
| 1968 | It’s All Over but the Crying A Time to Sing                                                     | — | Country3 (16 Wo.)Country | Erstveröffentlichung: August 1968 vom Soundtrack des Films A Time to Sing Autor: Hank Williams Jr.                                                                                |
| 1968 | I Was with Red Foley (The Night He Passed Away) Luke the Drifter, Jr.                           | — | Country39 (8 Wo.)Country | Erstveröffentlichung: Oktober 1968 als Luke the Drifter, Jr. Autor: Hank Williams Jr.                                                                                             |
| 1968 | Custody Luke the Drifter, Jr. Vol. 2                                                            | — | Country14 (12 Wo.)Country | Erstveröffentlichung: Dezember 1968 als Luke the Drifter, Jr. Autoren: Larry Kolber, Steve Karliski                                                                               |
| 1968 | A Baby Again Greatest Hits                                                                      | — | Country16 (10 Wo.)Country | Erstveröffentlichung: Dezember 1968 Autor: Billy Ed Wheeler |
| 1969 | Cajun Baby Songs My Father Left Me                                                              | — | Country3 (14 Wo.)Country | Erstveröffentlichung: April 1969 Autoren: Hank Williams Sr., Hank Williams Jr. |
| 1969 | Be Careful of Stones That You Throw Luke the Drifter, Jr. Vol. 2                                | — | Country37 (8 Wo.)Country | Erstveröffentlichung: Mai 1969 als Luke the Drifter, Jr.; Autor: Bonnie Dodd Original: Hank Williams Sr., 1955                                                                    |
| 1969 | I’d Rather Be Gone Greatest Hits                                                                | — | Country4 (14 Wo.)Country | Erstveröffentlichung: August 1969 Autoren: Merle Haggard, Hank Williams Jr. |
| 1969 | Something to Think About Luke the Drifter, Jr.                                                  | — | Country36 (8 Wo.)Country | Erstveröffentlichung: November 1969 als Luke the Drifter, Jr. |
| 1969 | It Don’t Take but One Mistake Luke the Drifter, Jr.                                             | — | Country36 (9 Wo.)Country | Erstveröffentlichung: November 1969 als Luke the Drifter, Jr. Autor: Hank Williams Jr.                                                                                            |
| 1970 | I Walked Out on Heaven Greatest Hits Vol. II                                                    | — | Country12 (13 Wo.)Country | Erstveröffentlichung: Februar 1970 Autor: Hank Williams Jr. |
| 1970 | Removing the Shadow                                                                             | — | Country23 (12 Wo.)Country | Erstveröffentlichung: Juni 1970 mit Lois Johnson Autoren: Eddie Pleasant, Hank Williams Jr.                                                                                       |
| 1970 | All for the Love of Sunshine                                                                    | — | Country1 (15 Wo.)Country | Erstveröffentlichung: Juli 1970 mit The Mike Curb Congregation vom Soundtrack des Films Stoßtrupp Gold Autoren: Harley Hatcher, Lalo Schifrin, Mike Curb                          |
| 1970 | So Sad (To Watch Good Love Go Bad) Removing the Shadow                                          | — | Country12 (13 Wo.)Country | Erstveröffentlichung: September 1970 mit Lois Johnson; Autor: Don Everly Original: The Everly Brothers, 1960                                                                      |
| 1970 | Rainin’ in My Heart All for the Love of Sunshine                                                | — | Country3 (15 Wo.)Country | Erstveröffentlichung: November 1970 mit The Mike Curb Congregation Autoren: James Moore, Jerry West Original: Slim Harpo, 1961                                                    |
| 1971 | I’ve Got a Right to Cry I’ve Got a Right to Cry / They All Used to Belong to Me                 | — | Country6 (14 Wo.)Country | Erstveröffentlichung: April 1971 Autor: Joe Liggins Original: Joe Liggins & His Honeydrippers, 1945                                                                               |
| 1971 | After All They All Used to Belong to Me I’ve Got a Right to Cry / They All Used to Belong to Me | — | Country18 (14 Wo.)Country | Erstveröffentlichung: Juli 1971 Autor: Hank Williams Jr. |
| 1971 | Ain’t That a Shame Sweet Dreams                                                                 | — | Country7 (14 Wo.)Country | Erstveröffentlichung: November 1971 mit The Mike Curb Congregation Autoren: Fats Domino, Dave Bartholomew Original: Fats Domino, 1955                                             |
| 1972 | Send Me Some Lovin’ Whole Lotta Loving                                                          | — | Country14 (14 Wo.)Country | Erstveröffentlichung: Februar 1972 mit Lois Johnson Autoren: John Marascalco, Leo Price Original: Little Richard and His Band, 1957                                               |
| 1972 | Eleven Roses                                                                                    | — | Country1 (16 Wo.)Country | Erstveröffentlichung: April 1972 Autoren: Darrell McCall, Lamar Morris |
| 1972 | Pride’s Not Hard to Swallow After You / Pride’s Not Hard to Swallow                             | — | Country3 (16 Wo.)Country | Erstveröffentlichung: August 1972 Autor: Jerry Chesnut |
| 1972 | Whole Lotta Loving                                                                              | — | Country22 (11 Wo.)Country | Erstveröffentlichung: Oktober 1972 mit Lois Johnson Autoren: Antoine Domino, Dave Bartholomew Original: Fats Domino, 1958                                                         |
| 1973 | After You After You / Pride’s Not Hard to Swallow                                               | — | Country23 (13 Wo.)Country | Erstveröffentlichung: Januar 1973 Autor: Hank Williams Jr. |
| 1973 | Hank The Legend of Hank Williams in Song and Story                                              | — | Country12 (14 Wo.)Country | Erstveröffentlichung: Mai 1973 Autor: Don Wayne |
| 1973 | The Last Love Song                                                                              | — | Country4 (18 Wo.)Country | Erstveröffentlichung: September 1973 Autor: Hank Williams Jr. |
| 1974 | Rainy Night in Georgia The Last Love Song                                                       | — | Country13 (12 Wo.)Country | Erstveröffentlichung: Februar 1974 Autor und Original: Tony Joe White, 1969 |
| 1974 | I’ll Think of Something Living Proof                                                            | — | Country7 (13 Wo.)Country | Erstveröffentlichung: Mai 1974 Autoren: Bill Rice, Jerry Foster |
| 1974 | Angels Are Hard to Find Living Proof                                                            | — | Country19 (12 Wo.)Country | Erstveröffentlichung: September 1974 Autor: Hank Williams Jr. |
| 1975 | Where He’s Going, I’ve Already Been / The Kind of Woman I Got Bocephus                          | — | Country26 (14 Wo.)Country | Erstveröffentlichung: April 1975 A- und B-Seite in den Country-Charts Autoren: Brent Cartee, Earl Montgomery, Hank Williams Jr. / Danny Walls                                     |
| 1975 | The Same Old Story Bocephus                                                                     | — | Country29 (13 Wo.)Country | Erstveröffentlichung: Juni 1975 Autoren: L Morris, W. Keith, Hank Williams Jr. |
| 1975 | Stoned at the Jukebox Hank Williams, Jr. and Friends                                            | — | Country19 (13 Wo.)Country | Erstveröffentlichung: September 1975 Autor: Hank Williams Jr. |
| 1976 | Living Proof                                                                                    | — | Country38 (9 Wo.)Country | Erstveröffentlichung: März 1976 Autor: Hank Williams Jr. |
| 1977 | Mobile Boogie One Night Stands                                                                  | — | Country27 (12 Wo.)Country | Erstveröffentlichung: März 1977 Autoren: Norman King, Thomas Neeley Original: Delmore Bros., 1947                                                                                 |
| 1977 | I’m Not Responsible / (Honey, Won’t You) Call Me One Night Stands                               | — | Country59 (12 Wo.)Country | Erstveröffentlichung: Juli 1977 A- und B-Seite in den Country-Charts Autoren: Abe Mulkay, Merle Kilgore, Ed Villareal, Wanda Watkins                                              |
| 1977 | One Night Stands                                                                                | — | Country47 (9 Wo.)Country | Erstveröffentlichung: September 1977 Autor: Baker Knight |
| 1977 | Feelin’ Better The New South                                                                    | — | Country38 (9 Wo.)Country | Erstveröffentlichung: Dezember 1977 Autor: Hank Williams Jr. |
| 1978 | You Love the Thunder –                                                                          | — | Country76 (4 Wo.)Country | Erstveröffentlichung: März 1978 Autor: Jackson Browne |
| 1978 | I Fought the Law Family Tradition                                                               | — | Country15 (12 Wo.)Country | Erstveröffentlichung: Juli 1978 Autor: Sonny Curtis Original: The Crickets, 1960                                                                                                  |
| 1978 | Old Flame, New Fire Family Tradition                                                            | — | Country54 (6 Wo.)Country | Erstveröffentlichung: November 1978 Autor: Oskar Solomon |
| 1979 | To Love Somebody Family Tradition                                                               | — | Country49 (6 Wo.)Country | Erstveröffentlichung: März 1979 Autoren: Barry Gibb, Robin Gibb, Maurice Gibb Original: Bee Gees, 1967                                                                            |
| 1979 | Family Tradition                                                                                | US— ×3DreifachplatinUS | Country4 (15 Wo.)Country | Erstveröffentlichung: 29. Mai 1979 Autor: Hank Williams Jr. |
| 1979 | Whiskey Bent and Hell Bound                                                                     | US— PlatinUS | Country2 (14 Wo.)Country | Erstveröffentlichung: September 1979 Autor: Hank Williams Jr. |
| 1980 | Women I’ve Never Had Whiskey Bent and Hell Bound                                                | — | Country5 (13 Wo.)Country | Erstveröffentlichung: Februar 1980 Autor: Hank Williams Jr. |
| 1980 | Kaw-Liga Habits Old and New                                                                     | — | Country12 (12 Wo.)Country | Erstveröffentlichung: Mai 1980 Autoren: Hank Williams Sr., Fred Rose Original: Hank Williams Sr., 1953                                                                            |
| 1980 | Old Habits Habits Old and New                                                                   | — | Country6 (13 Wo.)Country | Erstveröffentlichung: Juli 1980 Autor: Hank Williams Jr. |
| 1981 | Dixie on My Mind Rowdy                                                                          | US— GoldUS | Country1 (14 Wo.)Country | Erstveröffentlichung: April 1981 Autor: Hank Williams Jr. |
| 1981 | All My Rowdy Friends (Have Settled Down) The Pressure Is On                                     | US— PlatinUS | Country1 (10 Wo.)Country | Erstveröffentlichung: August 1981 Autor: Hank Williams Jr. |
| 1982 | A Country Boy Can Survive The Pressure Is On                                                    | US— ×4VierfachplatinUS | Country1 (20 Wo.)Country | Erstveröffentlichung: 18. Januar 1982 Autor: Hank Williams Jr. |
| 1982 | Honky Tonkin’ High Notes                                                                        | — | Country1 (15 Wo.)Country | Erstveröffentlichung: Mai 1982 Autor und Original: Hank Williams Sr., 1947 |
| 1982 | The American Dream / If Heaven Ain’t a Lot Like Dixie Greatest Hits / High Notes                | US— GoldUS | Country5 (32 Wo.)Country | Erstveröffentlichung: September 1982 A- und B-Seite in den Country-Charts Autoren: Hank Williams Jr. / Billy Maddox, David Moore                                                  |
| 1983 | Gonna Go Huntin’ Tonight Strong Stuff                                                           | — | Country4 (18 Wo.)Country | Erstveröffentlichung: Januar 1983 Autor: Hank Williams Jr. |
| 1983 | Leave Them Boys Alone Strong Stuff                                                              | — | Country6 (16 Wo.)Country | Erstveröffentlichung: Mai 1983 Autoren: Dean Dillon, Hank Williams Jr., Gary Stewart, Tanya Tucker                                                                                |
| 1983 | Queen of My Heart Man of Steel                                                                  | — | Country5 (21 Wo.)Country | Erstveröffentlichung: September 1983 Autor: Hank Williams Jr. |
| 1983 | The Conversation Waylon and Company                                                             | US— GoldUS | Country15 (16 Wo.)Country | Erstveröffentlichung: September 1983 mit Waylon Jennings Autoren: Hank Williams Jr., Waylon Jennings, Richie Albright                                                             |
| 1984 | Man of Steel                                                                                    | — | Country3 (18 Wo.)Country | Erstveröffentlichung: Januar 1984 Autor: Hank Williams Jr. |
| 1984 | Attitude Adjustment Major Moves                                                                 | — | Country5 (18 Wo.)Country | Erstveröffentlichung: Mai 1984 Autor: Hank Williams Jr. |
| 1984 | All My Rowdy Friends Are Coming Over Tonight Major Moves                                        | US— GoldUS | Country10 (19 Wo.)Country | Erstveröffentlichung: September 1984 Opener von ABCs Monday Night Football (anderer Text) Autor: Hank Williams Jr.                                                                |
| 1985 | Major Moves                                                                                     | — | Country10 (18 Wo.)Country | Erstveröffentlichung: Januar 1985 Autor: Hank Williams Jr. |
| 1985 | I’m for Love Five–O                                                                             | — | Country1 (23 Wo.)Country | Erstveröffentlichung: April 1985 Autor: Hank Williams Jr. |
| 1985 | Two Old Cats Like Us Friendship                                                                 | — | Country14 (17 Wo.)Country | Erstveröffentlichung: August 1985 Ray Charles mit Hank Williams Jr. Autor: Troy Seals                                                                                             |
| 1985 | This Ain’t Dallas Five–O                                                                        | — | Country4 (20 Wo.)Country | Erstveröffentlichung: August 1985 Autor: Hank Williams Jr. |
| 1986 | Ain’t Misbehavin’ Five–O                                                                        | US— GoldUS | Country1 (18 Wo.)Country | Erstveröffentlichung: Januar 1986 Autoren: Fats Waller, Andy Razaf, Harry Brooks Original: Margaret Simms & Paul Bass, 1929                                                       |
| 1986 | Country State of Mind Montana Cafe                                                              | — | Country2 (21 Wo.)Country | Erstveröffentlichung: Mai 1986 Autoren: Hank Williams Jr., Roger Alan Wade |
| 1986 | Mind Your Own Business Montana Cafe                                                             | — | Country1 (19 Wo.)Country | Erstveröffentlichung: September 1986 Gastsänger: Reba McEntire, Willie Nelson, Tom Petty, Reverend Ike, Huey Lewis Autor und Original: Hank Williams Sr., 1949                    |
| 1987 | When Something Is Good (Why Does It Change) Montana Cafe                                        | — | Country31 (11 Wo.)Country | Erstveröffentlichung: Januar 1987 Autor: Hank Williams Jr. |
| 1987 | Born to Boogie                                                                                  | — | Country1 (20 Wo.)Country | Erstveröffentlichung: Mai 1987 Autor: Hank Williams Jr. |
| 1987 | Heaven Can’t Be Found Born to Boogie                                                            | — | Country4 (21 Wo.)Country | Erstveröffentlichung: September 1984 Autor: Hank Williams Jr. |
| 1988 | Young Country Born to Boogie                                                                    | — | Country2 (21 Wo.)Country | Erstveröffentlichung: Januar 1988 Autor: Hank Williams Jr. |
| 1988 | If the South Woulda Won Wild Streak                                                             | — | Country8 (15 Wo.)Country | Erstveröffentlichung: August 1988 Autor: Hank Williams Jr. |
| 1988 | Cajun Baby Hot Diggidy Doug                                                                     | — | Country52 (7 Wo.)Country | Erstveröffentlichung: August 1988 Doug Kershaw mit Hank Williams Jr. Neuaufnahme des Hits von 1969                                                                                |
| 1988 | That Old Wheel Water from the Wells of Home                                                     | — | Country21 (20 Wo.)Country | Erstveröffentlichung: September 1988 Johnny Cash mit Hank Williams Jr. Neuaufnahme des Hits von 1969                                                                              |
| 1988 | Early in the Morning and Late at Night Wild Streak                                              | — | Country14 (15 Wo.)Country | Erstveröffentlichung: September 1988 Autor: Hank Williams Jr. |
| 1989 | There’s a Tear in My Beer Greatest Hits III                                                     | — | Country7 (14 Wo.)Country | Erstveröffentlichung: Januar 1989 mit Hank Williams Sr. (von Vinyl gesampelt) Grammy (Bestes Country-Gesangs-Duo) vom Soundtrack des Films Pink Cadillac Autor: Hank Williams Sr. |
| 1989 | Finders Are Keepers Greatest Hits III                                                           | — | Country6 (20 Wo.)Country | Erstveröffentlichung: Juni 1989 Autor: Hank Williams Jr. |
| 1990 | Ain’t Nobody’s Business Lone Wolf                                                               | — | Country15 (18 Wo.)Country | Erstveröffentlichung: Januar 1990 Autoren: Everette Robbins, Porter P. Grainger Original: Sara Martin, 1922                                                                       |
| 1990 | Good Friends, Good Whiskey, Good Lovin’ Lone Wolf                                               | — | Country10 (21 Wo.)Country | Erstveröffentlichung: Mai 1990 Autoren: Barry Beckett, Hank Williams Jr., Jim Ed Norman                                                                                           |
| 1990 | Man to Man Lone Wolf                                                                            | — | Country62 (6 Wo.)Country | Erstveröffentlichung: Juli 1990 Autor: Hank Williams Jr. |
| 1990 | Don’t Give Us a Reason America (The Way I See It)                                               | — | Country27 (6 Wo.)Country | Erstveröffentlichung: August 1990 Autor: Hank Williams Jr. |
| 1990 | I Mean I Love You Lone Wolf                                                                     | — | Country39 (13 Wo.)Country | Erstveröffentlichung: Dezember 1990 Autor: Hank Williams Jr. |
| 1991 | If It Will It Will Pure Hank                                                                    | — | Country26 (19 Wo.)Country | Erstveröffentlichung: März 1991 Autor: Hank Williams Jr. |
| 1991 | Angels Are Hard to Find Pure Hank                                                               | — | Country59 (8 Wo.)Country | Erstveröffentlichung: Juli 1991 Neuaufnahme des Hits von 1974 |
| 1991 | Hotel Whiskey Maverick                                                                          | — | Country54 (11 Wo.)Country | Erstveröffentlichung: Dezember 1991 Autor: Hank Williams Jr. |
| 1992 | Come On Over to the Country Maverick                                                            | — | Country55 (8 Wo.)Country | Erstveröffentlichung: Mai 1992 Autor: Hank Williams Jr. |
| 1993 | Everything Comes Down to Money and Love Out of Left Field                                       | — | Country62 (8 Wo.)Country | Erstveröffentlichung: Dezember 1993 Autoren: Dave Loggins, Gove Scrivenor |
| 1994 | I Ain’t Goin’ Peacefully Hog Wild                                                               | — | Country62 (6 Wo.)Country | Erstveröffentlichung: Dezember 1994 Autor: Hank Williams Jr. |
| 1995 | Hog Wild                                                                                        | — | Country74 (2 Wo.)Country | Erstveröffentlichung: März 1995 Autoren: Hank Williams Jr., Rick Arnold |
| 1999 | A Country Boy Can Survive (Y2K Version) Yes!                                                    | US75 (2 Wo.)US | Country30 (13 Wo.)Country | Erstveröffentlichung: November 1999 mit Chad Brock und George Jones Neuaufnahme des Hits von 1981                                                                                 |
| 2001 | America Will Survive Almeria Club                                                               | — | Country45 (7 Wo.)Country | Erstveröffentlichung: Oktober 2001 Autor: Hank Williams Jr. |
| 2002 | Outdoor Lovin’ Man Almeria Club                                                                 | — | Country60 (1 Wo.)Country | Erstveröffentlichung: Oktober 2002 Autor: Hank Williams Jr. |
| 2003 | I’m One of You                                                                                  | — | Country39 (11 Wo.)Country | Erstveröffentlichung: Juli 2003 Autoren: Neal Coty, Jimmy Melton |
| 2004 | Why Can’t We All Just Get a Long Neck? I’m One of You                                           | — | Country36 (17 Wo.)Country | Erstveröffentlichung: Februar 2004 Autoren: Chris Clark, Richard Fagan, Michael Smotherman, Hank Williams, Jr.                                                                    |
| 2004 | Devil in the Bottle I’m One of You                                                              | — | Country59 (1 Wo.)Country | Erstveröffentlichung: Oktober 2004 Autor: Bobby David Original: T. G. Sheppard, 1974                                                                                              |
| 2006 | That’s How They Do It in Dixie That’s How They Do It in Dixie: The Essential Collection         | — | Country35 (20 Wo.)Country | Erstveröffentlichung: Februar 2006 mit Gretchen Wilson, Big & Rich und Van Zant Autoren: Mark Irwin, Josh Kear, Chris Tompkins                                                    |
| 2007 | A Country Boy Can Survive (Reissue) That’s How They Do It in Dixie: The Essential Collection    | — | Country47 (25 Wo.)Country | Erstveröffentlichung: Januar 2007 Wiederveröffentlichung des Hits von 1982 |
| 2009 | Red, White, & Pink-Slip Blues 127 Rose Avenue                                                   | — | Country43 (4 Wo.)Country | Erstveröffentlichung: 15. April 2009 Autoren: Mark Stephen Jones, Bud Tower |
| Folgende Lieder erschienen nicht als Single, wurden aber durch das Album zum Download und Streaming bereitgestellt und konnten somit eine Platzierung erlangen: |                                                                                                 | | | |
| |                                                                                                 | | | |
| 2024 | Finer Things F-1 Trillion                                                                       | US42 (1 Wo.)US | Country17 (3 Wo.)Country | Post Malone feat. Hank Williams, Jr. |

Weitere Singles
- 1965: Is It That Much Fun to Hurt Someone
- 1965: Mule Skinner Blues
- 1965: You’re Ruinin’ My Life
- 1966: Rainmaker
- 1967: Meter Reader Maid (als Bocephus)
- 1967: Splish Splash (als Bocephus)
- 1968: My Home Town Circle „R“ (als Luke the Drifter, Jr.)
- 1978: The New South
- 1980: Outlaw Women / If You Don’t Like Hank Williams (US: Gold)
- 1981: Texas Women
- 1981: Little Drummer Boy
- 1992: Lyin’ Jukebox
- 1993: Diamond Mine

## Videoalben
- 1989: Full Access: At Home and in Concert (US: Platin)
- 1992: Star-Spangled Country Party

## Statistik

### Chartauswertung
|                     | CH    | US     | Country          |
| ------------------- | ----- | ------ | ---------------- |
| Nummer-eins-Alben   | CH—CH | US—US  | Country9Country  |
| Top-10-Alben        | CH—CH | US—US  | Country31Country |
| Alben in den Charts | CH1CH | US39US | Country67Country |

|                       | US    | Country           |
| --------------------- | ----- | ----------------- |
| Nummer-eins-Singles   | US—US | Country10Country  |
| Top-10-Singles        | US—US | Country42Country  |
| Singles in den Charts | US4US | Country104Country |

### Auszeichnungen für Musikverkäufe
| Goldene Schallplatte - Vereinigte Staaten - 2024: für das Lied The Blues Man - 2024: für das Lied Weatherman | Platin-Schallplatte - Kanada - 1990: für das Album Greatest Hits Volume 3 - Vereinigte Staaten - 2024: für das Lied Dinosaur |

Anmerkung: Auszeichnungen in Ländern aus den Charttabellen bzw. Chartboxen sind in ebendiesen zu finden.
| Land/RegionAuszeichnungen für Musikverkäufe (Land/Region, Auszeichnungen, Verkäufe, Quellen) | Gold       | Platin       | Verkäufe   | Quellen         |
| -------------------------------------------------------------------------------------------- | ---------- | ------------ | ---------- | --------------- |
| Kanada (MC)                                                                                  | —          | Platin1      | 100.000    | musiccanada.com |
| Vereinigte Staaten (RIAA)                                                                    | 23× Gold23 | 23× Platin23 | 35.100.000 | riaa.com        |
| Insgesamt                                                                                    | 23× Gold23 | 24× Platin24 |            |                 |